# Дедёнов, Вячеслав Владимирович
Вячеслав Владимирович Дедёнов (род. 23 ноября 1958, Симферополь) — советский велогонщик. Мастер спорта СССР международного класса (1978).
Представлял команды вооружённых сил Кишинёва и Симферополя. Тренировался у В. Минина.
Чемпион СССР по шоссейному велоспорту в парной гонке (1979 и 1981), бронзовый призёр в многодневной гонке в командном зачёте (1978). На Спартакиаде народов СССР 1979 года стал бронзовым призёром в командной гонке (шоссе).
Побеждал на открытых турнирах в Великобритании (1978), Нидерландах (1979, 1980), Германии (1980), Италии (1981) и Турции (1978, 1979, 1980).
Серебряный призёр чемпионата мира 1976 года среди юношей в командной гонке.